# Radio Swiss Jazz
Radio Swiss Jazz – szwajcarska stacja radiowa wchodząca w skład grupy Swiss Satellite Radio, należącej do publicznego nadawcy SRG SSR. Została uruchomiona we wrześniu 1998 pod nazwą Swiss Culture & Jazz. Od 2001 ma profil wyłącznie muzyczny i nosi obecną nazwę. Jazz stanowi ok. 70% emitowanej muzyki, w pozostałym czasie kanał prezentuje soul i blues. Stacja nie posiada prezenterów, utwory przedzielane są tylko dżinglami.
Radio Swiss Jazz dostępne jest w Szwajcarii w cyfrowym przekazie naziemnym oraz w wielu sieciach kablowych. Poza macierzystym rynkiem można go słuchać w Internecie oraz w niekodowanym przekazie z satelity Eutelsat Hot Bird 13B. 